# Teoria biegunów wzrostu
Teoria biegunów wzrostu - teoria ekonomiczna stworzona przez François Perroux, który w połowie XX w. stwierdził, że rozwój regionalny może być stymulowany przez tzw. bieguny wzrostu.
Biegunami tymi mogą być z jednej strony niektóre branże czy przedsiębiorstwa, wyróżniające się wysoką dynamiką rozwoju, a ponadto mające dużą skalę produkcji oraz liczne powiązania z innymi gałęziami produkcji. Z drugiej strony biegunami wzrostu mogą być niektóre społeczności lokalne, wyróżniające się przedsiębiorczością i innowacyjnością, pobudzające rozwój w skali regionalnej. Założenia tej teorii były popularne w Europie zachodniej w latach 70. XX wieku.